# Clase Invincible (crucero de batalla)
Los tres cruceros de batalla de la clase Invincible fueron construidos para la Marina Real Británica y entraron en servicio en 1908 como los primeros cruceros de batalla del mundo. Fueron una creación del almirante Sir John "Jacky" Fisher, el hombre que había patrocinado la construcción del primer buque de guerra del mundo con "armas grandes", el HMS Dreadnought. Visualizó una nueva generación de buques de guerra, en algún lugar entre el crucero acorazado y el acorazado; tendría el armamento del segundo, pero la alta velocidad del primero. Esta combinación le permitiría perseguir a la mayoría de los barcos, al mismo tiempo que le permitiría huir de diseños más poderosos.
Esta filosofía de diseño resultaría más exitosa cuando los Invincible fueran capaces de usar su velocidad para derribar barcos más pequeños y débiles. El ejemplo clásico fue durante la Primera Guerra Mundial en la batalla de las Islas Malvinas, donde el Invencible y el Inflexible hundieron los cruceros blindados alemanes SMS Scharnhorst y SMS Gneisenau. A pesar de los numerosos impactos de los barcos alemanes, el Inflexible y el Invincible sufrieron muy pocas bajas entre sus tripulaciones. Tuvieron menos éxito cuando se encontraban en la línea principal de batalla, donde se enfrentaban a las naves capitales enemigas (los acorazados). Un ejemplo es la pérdida del Invincible por la explosión de un cargador durante la Batalla de Jutlandia, unos dieciocho meses después de su éxito en las Malvinas, aunque esta explosión se debió más a fallos en las prácticas británicas de manipulación de municiones -que expusieron numerosas cargas de cordita a un incendio en una de sus torretas- que a cualquier defecto en el diseño del buque.
Después de la pérdida del Invincible, los dos barcos supervivientes pasaron un tiempo sin incidentes durante el resto de la guerra realizando patrullas en el Mar del Norte, ya que a la Flota de Alta Mar alemana se le prohibió arriesgarse a sufrir más pérdidas en nuevas batallas. Fueron puestos en reserva a principios de 1919 y vendidos como chatarra en 1921.

## Unidades
- HMS Invincible: entró en servicio en 1909 y fue hundido en la Batalla de Jutlandia el 31 de mayo de 1916.
- HMS Inflexible: entró en servicio en 1908 y fue desguazado en 1922.
- HMS Indomitable: entró en servicio en 1908 y fue vendido para el desguace en 1921.